# Howard Haycraft
Howard Haycraft, född 1905, död 12 november 1991, var en amerikansk förläggare och författare.
Howard Haycraft, som var anställd vid förlaget The H. W. Wilson Company i New York, redigerade tillsammans med Stanley Kunitzen del litteraturbiografiska uppslagsverk såsom British Authors of the nineteenth century (1936), American authors: 1600–1900 (1938) och Twentieth century authors (1942) och utgav detektivlitteraturhistoriska arbeten, bland annat Murder for pleasure (1941) och The art of the mystery story (1946).